# فرنسيسكو خافيير لوبيز غارسيا
فرنسيسكو خافيير لوبيز غارسيا (بالإسبانية: Francisco Javier López García)‏ (14 أكتوبر 1950 بلاريدو في إسبانيا - ) هو لاعب كرة قدم إسباني في مركز الوسط. لعب مع راسينغ سانتاندير ونادي غرناطة.

## وصلات خارجية
- فرنسيسكو خافيير لوبيز غارسيا على موقع ناشيونال فوتبول تيمز (الإنجليزية)